# Túristvándi vízimalom
A túristvándi vízimalom a Szabolcs-Szatmár-Bereg vármegyei Túristvándiban található, a Túr egyik ágán (Öreg-Túr). A műemlék, még működőképes vízimalom ma múzeumként funkcionál és egész évben látogatható.

## Története
A település első malmáról a Váradi regestrum tesz említést, 1181-et jelölve meg a malom építésének feltételezett elkészülteként. Erről a malomról nem tudjuk biztosan, hogy vízimalom volt, lehetett szárazmalom is. Csak a malom tulajdonosának nevét ismerjük meg az iratból, őt Eleusnak (Illésnek) hívták.
A település az Ond törzs Szente-Mágocs nemzetségéből származó Kölcsei (Kölcsey) és Kende családok birtokához tartozott évszázadokon keresztül. Egy 1315-ben keletkezett irat már vízimalmot említ, mely már korábban is állhatott. Ez a malom feltételezhetően a mai helyén állt, közel az uradalom központjához és egy fontos útkereszteződéshez. Károly Róbert király, miután Kölcsei Máté nem küldött csapatokat a királyi seregbe egy hadjárathoz, megfosztotta birtokaitól. Ő is és leszármazottai is folyamatosan próbálták visszaszerezni a birtokot, de csak Nagy Lajos királytól kapták vissza, miután 1342-43 telén a király oldalán harcoltak a Kun László király által Máramaros vármegyébe telepített, később hűtlenségbe esett Bogdán vajda ellen. Az 1344. július 4-én, a Nyárád mentén kelt irat Kölcsey Dénest és öt fiát, illetve azok leszármazottait jelöli meg a birtokosként. A malom az uradalmi központtal együtt Dénes legidősebb fiára Kölcsey Miklósra szállt. Dénes másik fia, az egyes források szerint 1352-ben született, János gyermekei két részre osztották a családot, a kölcsei Kölcsey és a kölcsei Kende családra. A Kölcseyek 1481-ben a birtokrészüket eladták a Perényi családnak, akik dobronyi uradalmukat elcserélve megszerezték Erbewezy István istvándi birtokait is. Kende Péter 1515-ben kapott királyi adománylevelet, melyben Istvándit és vele együtt a vízimalmot is birtokba vehette.
Ezt követően hosszú időn át nem tudunk semmit a malom történetéről, csak 1752-ben bukkan fel újra egy a korábbi malom helyén álló háromkerekes vízimalom, egy Mária Terézia korabeli levélben, melyet a család Sárközújlakon élő magas rangú tagja küldött, hogy megköszönje a kiváló minőségű „lánglisztet”. A levél tanúsága szerint a malom továbbra is, a közben bárói címet elnyert Kende család birtokában van. Ez az 1752 előtt épült épület képezi a mai alapját. 1927-ben jelentős korszerűsítést végeztek a malmon, ekkor került beszerelésre a két új hengerszék. A malom 1945-ig a Kende család tulajdonában maradt. Utolsó ismert tulajdonosa Dr. Kölcsei Kende György volt. A második világháború után, bár a termelőszövetkezet tulajdonában volt és üzemelt is, állapota folyamatosan romlott, az épület egyes részeit elhordták, annyira, hogy az összeomlás fenyegette. A helyreállítására 1962-65 között került sor. Ezt követően tovább üzemelt a szövetkezet égisze alatt. 1977-ben a vízkerekeket, a középső főtengelyt kicserélték, a vízládát rendbe hozták. Legutolsó felújítására 1995 és 1998 között került sor. A műemlékké nyilvánított épületben azóta malom történetét, a mesterséget bemutató múzeum működik.

## Felépítése, működése
Az eredeti épület népies stílusban épült kétszintes épület 11 ablakkal, három erkéllyel, melyekről jó kilátás nyílik a folyóra, a tetején fa zsindelyekkel és két toronnyal. Az épület északi és nyugati oldala a partoldalba épült, de nagy részét cölöpök tartják. Az épület déli, folyó felőli oldalán kapott helyet a három, Közép-Európában ritkaságnak számító, nagyméretű, alulcsapós vízkerék. Ez azt jelenti, hogy a legtöbb korabeli vízimalommal ellentétben itt a víz nem felül folyik a lapátokra, hanem a folyó sodrása alulról hajtja meg a kerekeket. A kerekek átmérője, a lapátokkal együtt, egyenként 6 méter 20 centiméter. A főtengelyek hatvan centiméter átmérőjűek. A tengelyek a malomtérben facsapágyakon keresztül kapcsolódnak a hengereket meghajtó „tarajos kerekekhez” (fogaskerekekhez) és kisorsókhoz. A tarajos kerekek két méter átmérőjűek és 62 foggal rendelkeznek, míg az orsókerekeken hét fog van. Szintén oldalon található a vízláda, a duzzasztógát rendszer és a gereben is. A gátak a Túr folyó ezen ágának vizét felduzzasztották, hogy mindig elegendő vízmennyiség álljon rendelkezésre, de túlfolyó csatornákat és egy árvízkaput is létrehoztak a felesleges vízmennyiség elvezetésére. A gereben célja volt felfogni a folyó által szállított gallyakat, szalmát. A három kerékből kettő a gabona aprítását végező hengereket hajtotta meg, ezek állították elő a darát, vagy „parasztliszet”. A harmadik henger a darák, dercék őrlését végezte, beállítástól függően eltérő finomságú lisztet produkálva. A legjobb minőségű, legfinomabb lisztet nevezték „lánglisztnek”. Feltehetően az 1890-es években a tetőt palára cserélték, melyet az 1977-es felújításkor állítottak vissza az eredeti fazsindelyes tetőre. Az 1927-es felújításkor, korszerűsítéskor a korábbi három henger helyére kettő darab 1904-ben a Ganz által gyártott 22-es hengerszék került beszerelésre. Az egyik hengerszék az aprítást, a másik az őrlést végezte továbbra is. Ekkor szereltek fel dinamót is a malom és a molnárház világítására, ami 1942-ben még biztosan működött. A malom mellett cölöpökön kapott helyet egy deszkafalú épület, a malomműhely. Itt végezték elkopott alkatrészeket javítását, újak készítését, a használhatatlanná őrlő s daráló kövek aprítását. Ettől pár méterrel lefelé a folyón kapott helyet a bárói család részére lécekből készített lerögzített fürdőház. A malom falu felőli oldalán volt a Fluder kapunak nevezett vasból készült árvízkapu, a nagyobb árvizek elvezetésére. A közelben állt a kőoszlopos molnárház is, ahol a főmolnár és családja lakott. A főmolnár mellett két segédmolnár dolgozott, ők, ha nem lakhattak a molnárházban, a műhely fölött kialakított szálláson laktak. Ezek közül mára csak a malom épület maradt fent.
A malom működése általában úgy nézett ki, hogy először a molnár a duzzasztózsilip reteszelő deszkáit, az úgy nevezett „tiltókat” felhúzta és rögzítette. Ekkor a víz a vízláda csatornáiba ömlött és mozgásba hozta a lapátkerekeket. Amikor ez megtörtént a molnár a malomtérben ellenőrizte, hogy beindult-e minden berendezés, beállította hengereket. Ezt követően lehetett csak megkezdeni a gabona felöntését. Az első lépés az volt, hogy a garatba öntött gabonát egy faházas serleges felvonó a tisztítóberendezéshez szállította, amely szitarendszer volt. Ezt követően a gabonát egy másik felvonó a henger garatjához szállította, ahol a szemeket megnedvesítették, hogy a héj ne törjön bele a lisztbe. Ezután engedték a gabonát a hengerre, mely elvégezte az aprítást. A hengerről egy újabb felvonó vitte a darát a hasábszitákra, ahol a héj elválasztásra került. A darát egy felvonó továbbította az őrlőhenger garatjához. Ha elegendő dara gyűlt össze, akkor ráengedték a hengerre és úgy nevezett „nulláslisztté” őrölték. A korszerű felvonós rendszer előnye az volt, hogy a molnárnak nem kellett nehéz zsákokat cipelnie fel-le a szintek között.

Előfordult olyan, hogy nem gabonát, hanem kukoricát vagy más néven málét daráltak. Ekkor csak a őrlőhengert indították be, a duzzasztógát és a túlfolyócsatornák zsilipeinek megfelelő beállításával. A kukoricát zsákokban vitték fel a kőpadra, ahol a felvonó garatjába töltötték, ami a henger garatjához szállította azt. A lisztet minden esetben a hengerek lefolyócsövein keresztül töltötték zsákokba.

## Érdekességek
- Minden évben a malom udvarán kerül megrendezésre a Nemzetközi Molnártalálkozó.[4]
- Itt forgatták a Szegény Dzsoni és Árnika, valamint a Lutra című filmek egyes jeleneteit.

### A Rátz-malom
A településen a bárói vagy Kende-féle vízimalmon kívül volt még egy másik vízimalom is, az úgynevezett belső vagy szigeti malom, mely feltehetőleg a 18. században készült, bár a szájhagyomány régebbinek tartotta, mint a bárói malmot. Ez a fehérgyarmati birtokokkal rendelkező Rátz család tulajdona volt. Utolsó ismert tulajdonosa magyarádi Boross Lajosné Rátz Margit volt. Ennek a Rátz családnak az őse, Rátz Miklós 1544-ben kapott királyi adománylevelet I. Ferdinánd királytól és ezáltal birtokot Istvándi határában. Ez a malom is három kővel működött s az 1910-es évek vége felé bontották le, részben báró Kende Zsigmond felsőházi képviselő javaslatára.

## Képek

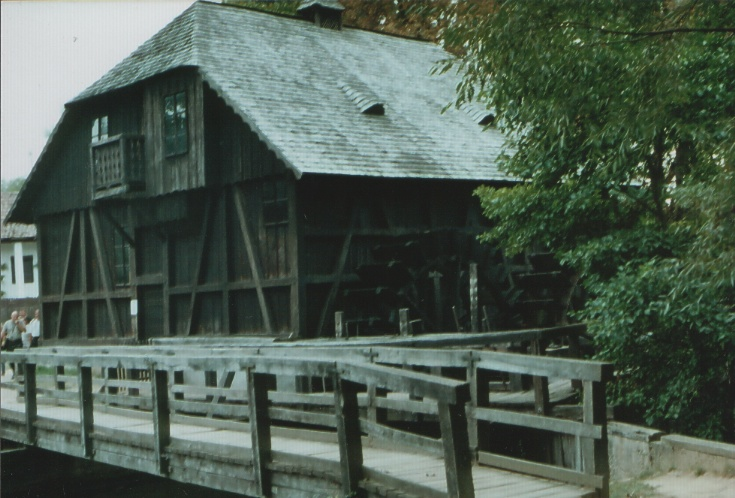
A vízimalom
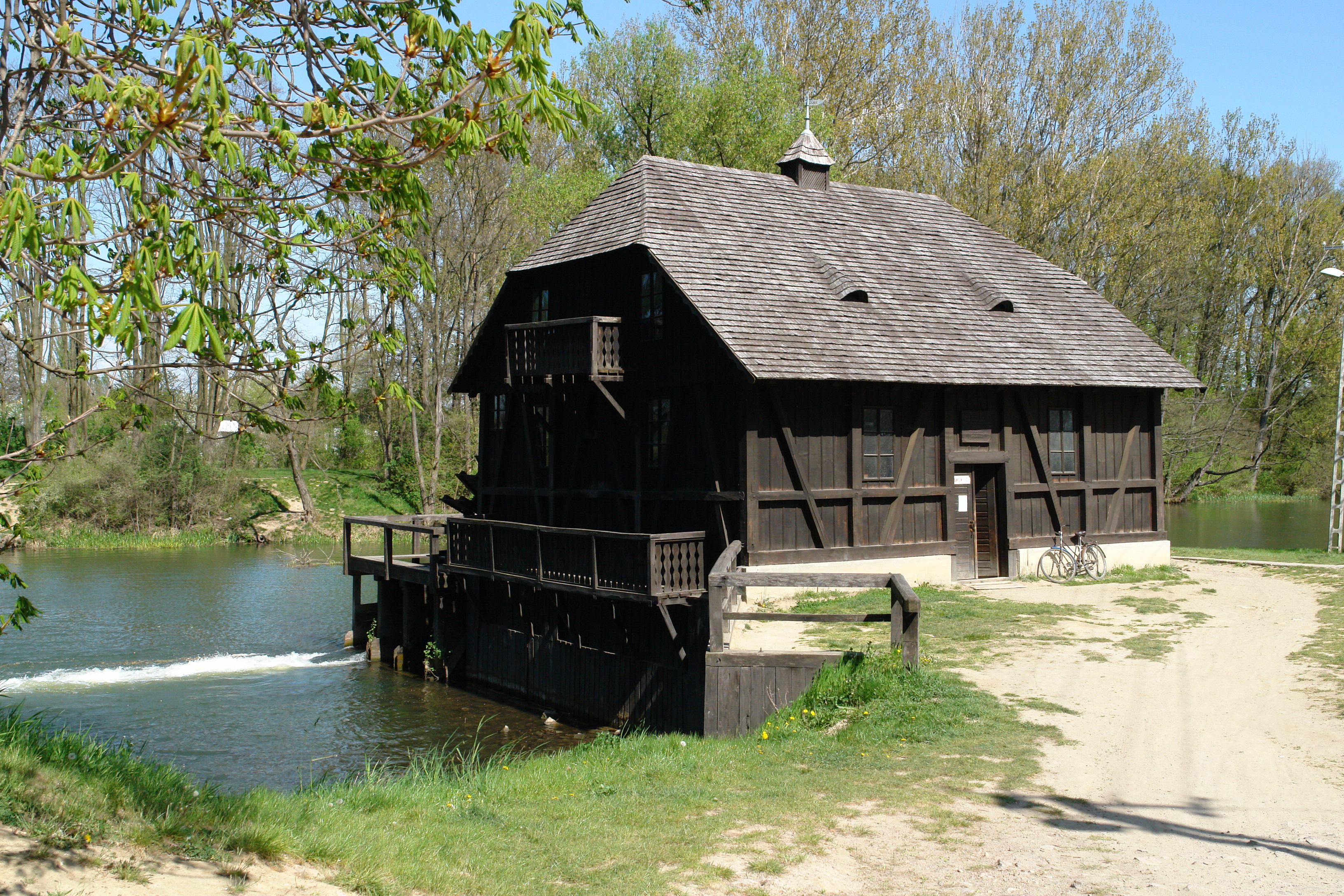
Az út felől
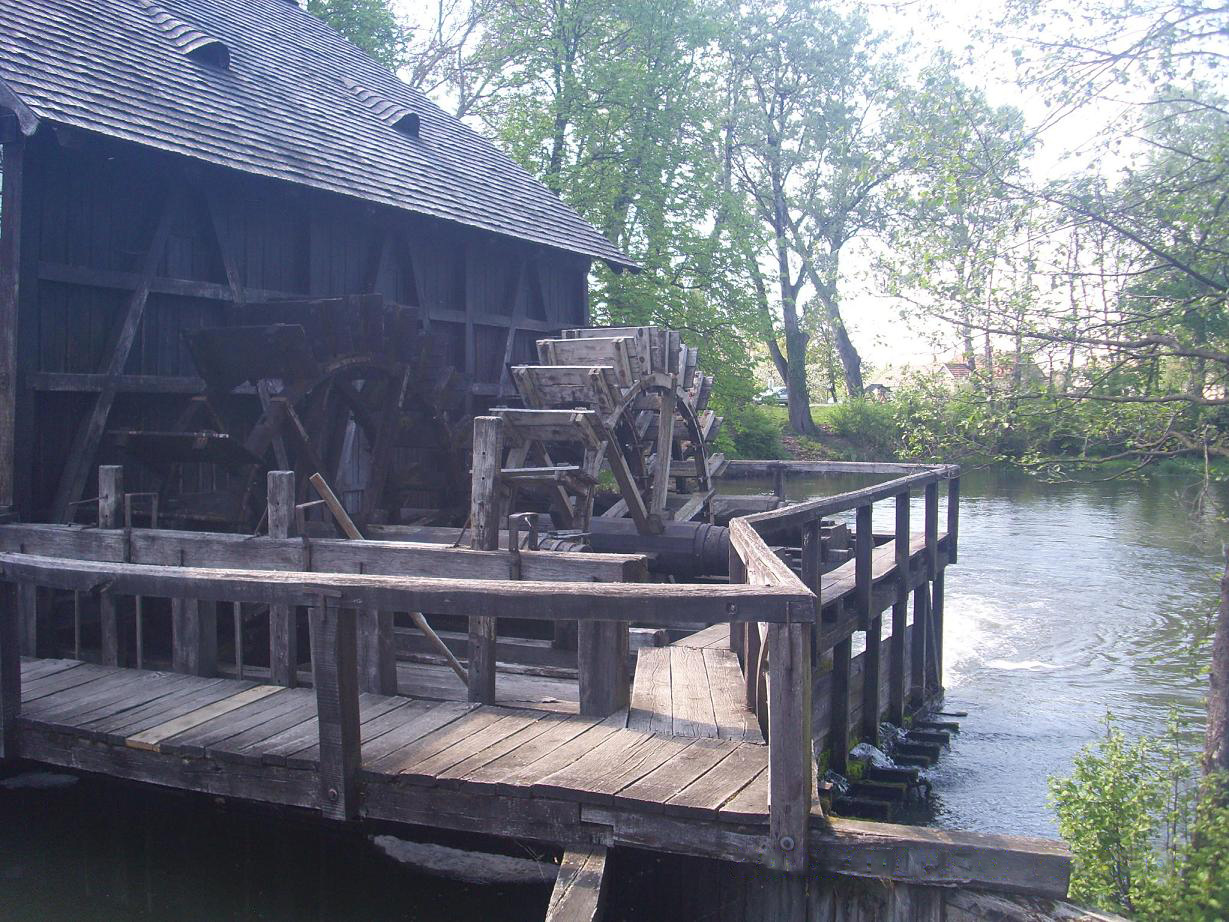
A lapátkerekek
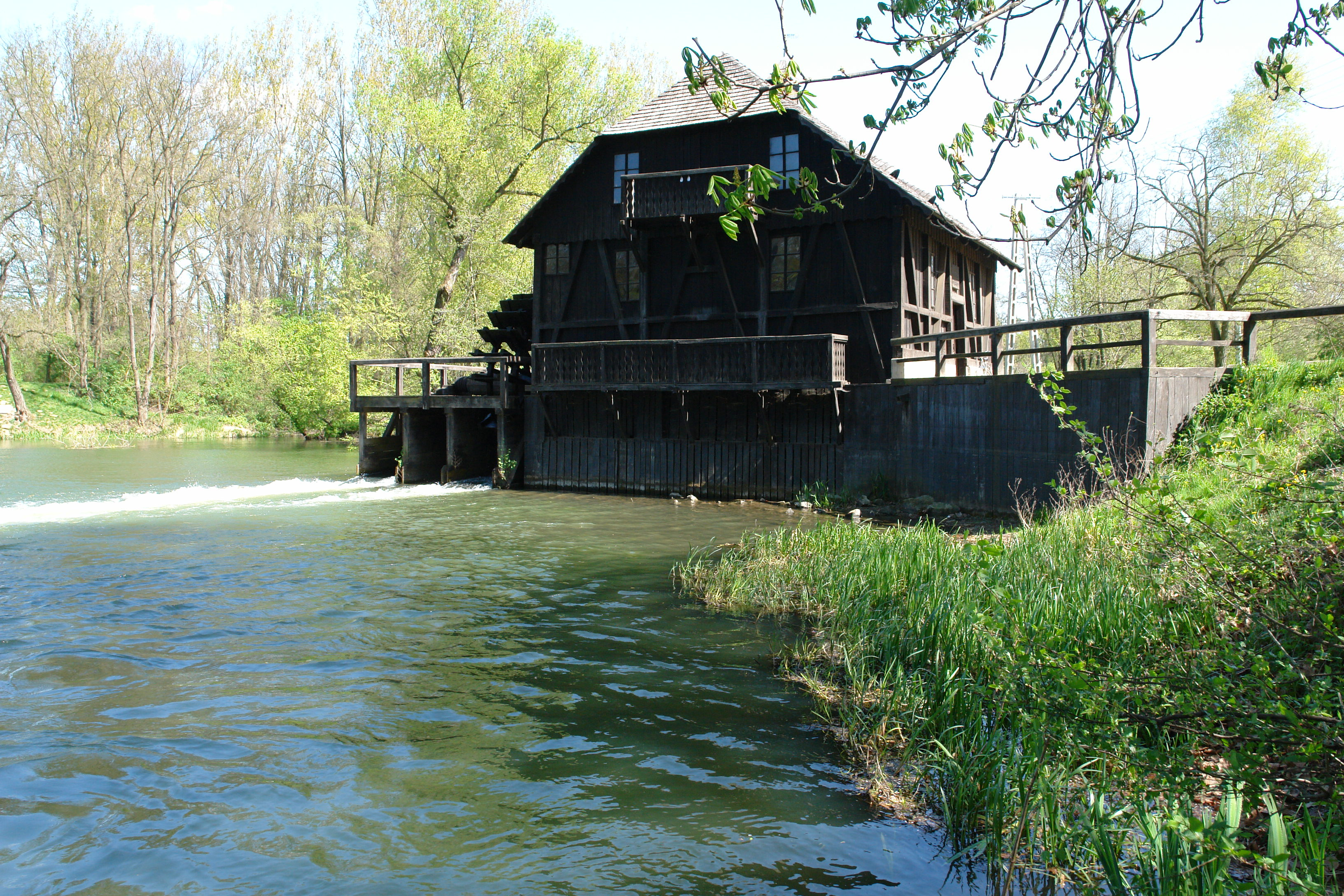
A folyó felől
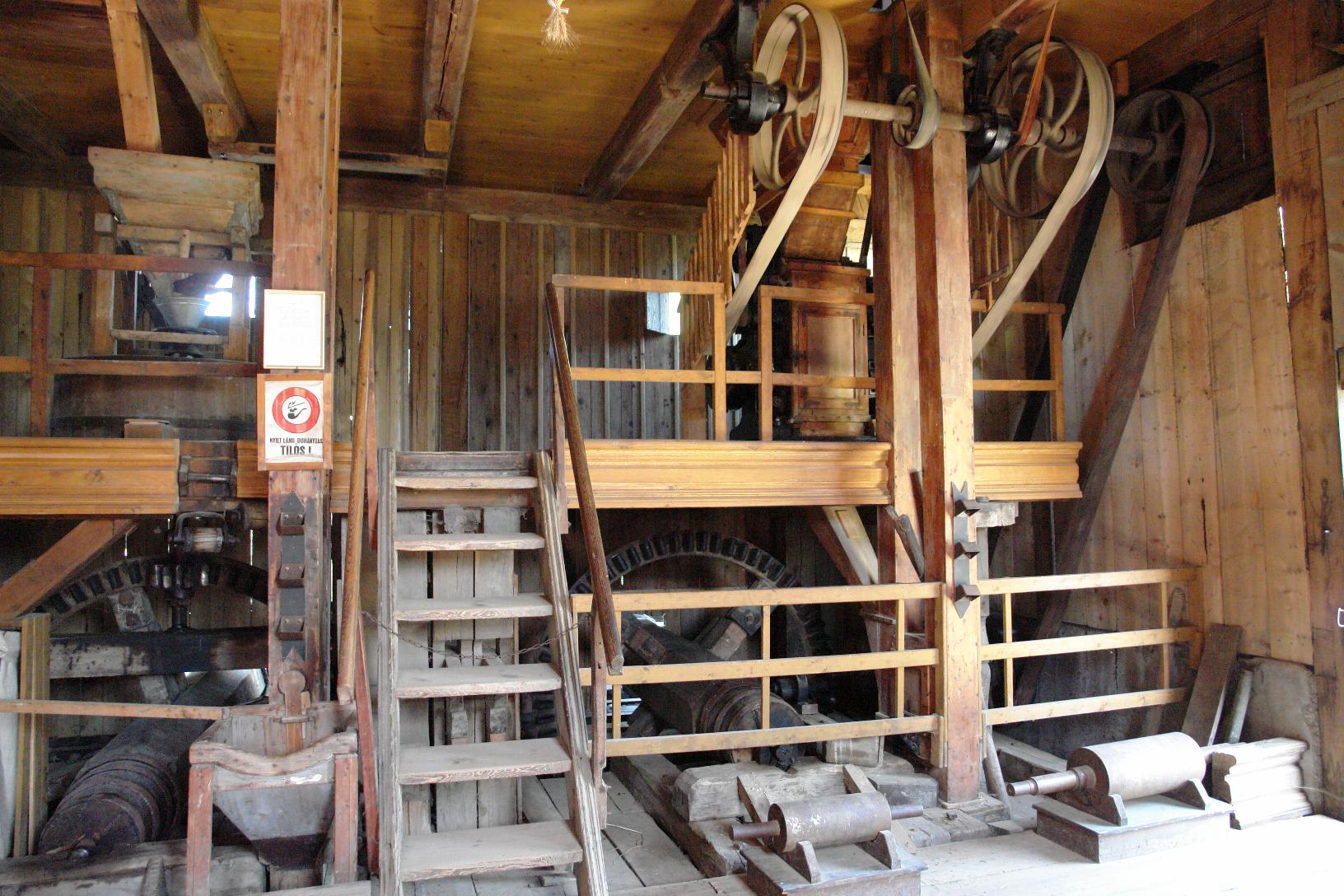
A malom belseje
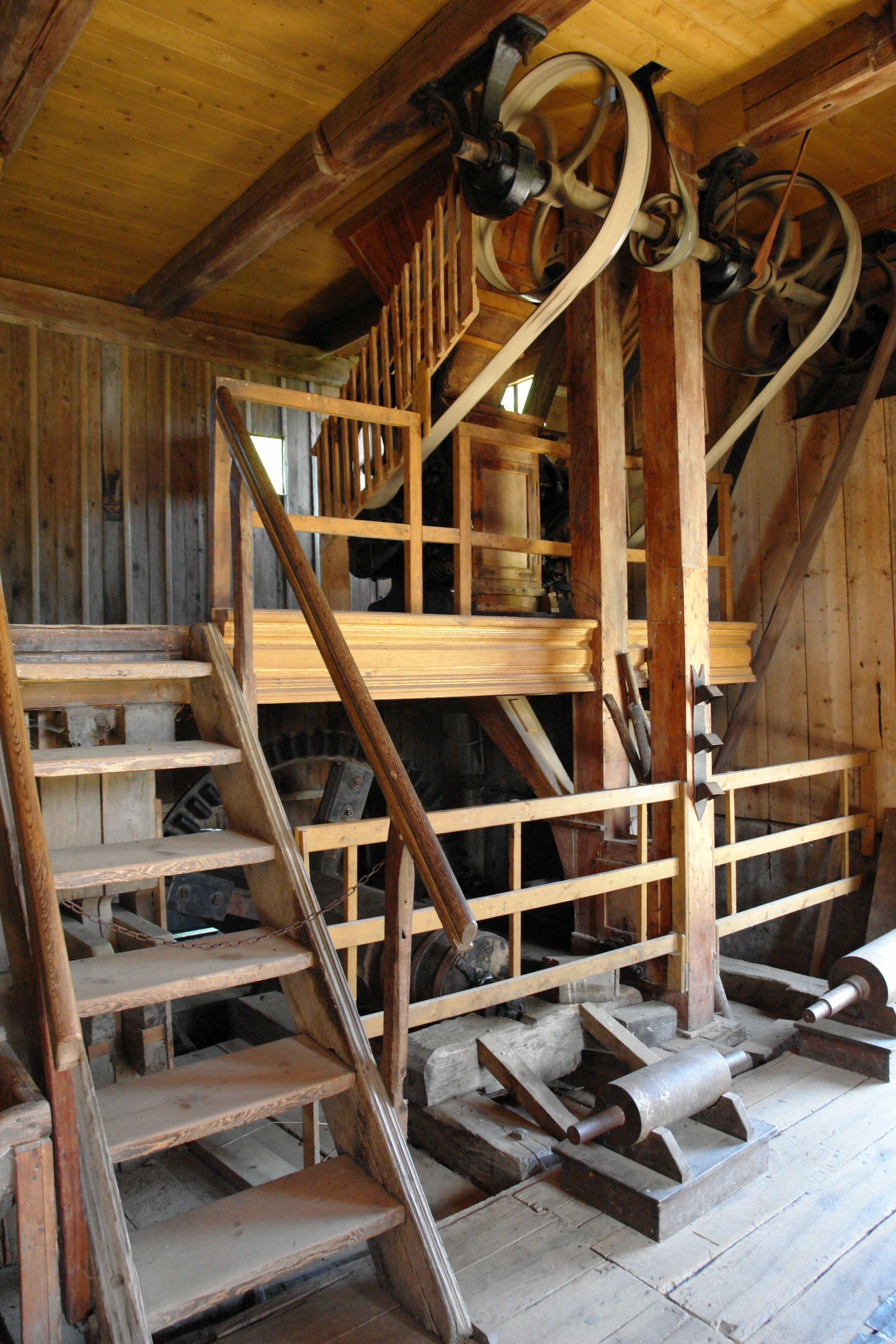
Az őrlő rendszer
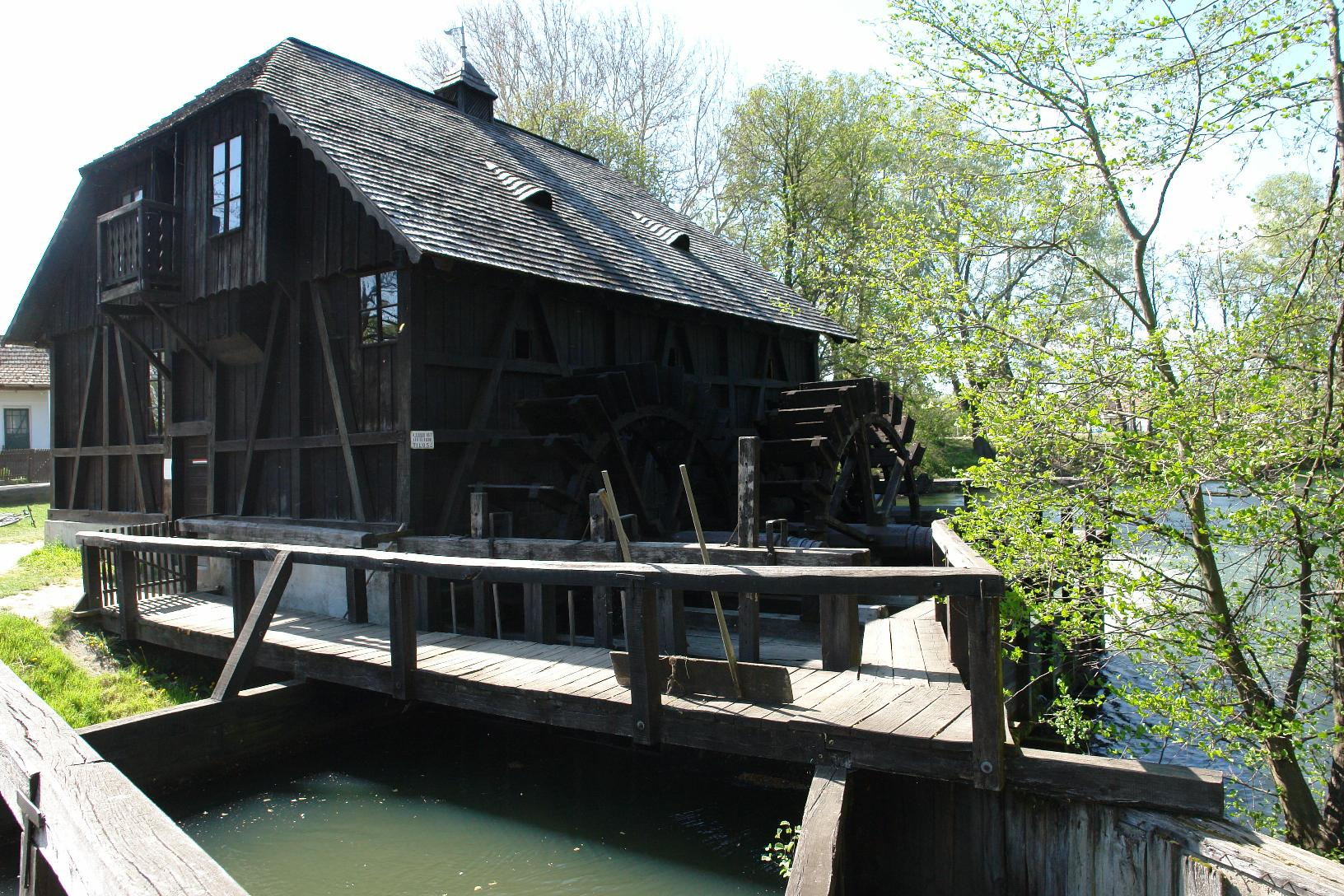
A kerekek